# Death Stranding
Death Stranding (デス・ストランディング Desu Sutorandingu?) är ett actionspel utvecklat av Kojima Productions och utgivet av Sony Interactive Entertainment till Playstation 4. Det är det första spelet från regissören Hideo Kojima och hans omstrukturerade spelstudio efter deras splittring från Konami 2015. Spelet tillkännagavs på E3 2016 och släpptes den 8 november 2019.

## Rollista
- Norman Reedus − Sam[7]
- Mads Mikkelsen − Cliff[1]
- Léa Seydoux − Fragile[8]
- Margaret Qualley − Mama
- Guillermo del Toro − Deadman[9]
- Nicolas Winding Refn − Heartman
- Tommie Earl Jenkins − Die-Hardman[10]
- Troy Baker − Higgs[11]
- Lindsay Wagner − Amelie[8]
- Emily O'Brien[11]